# 光妙寺三郎

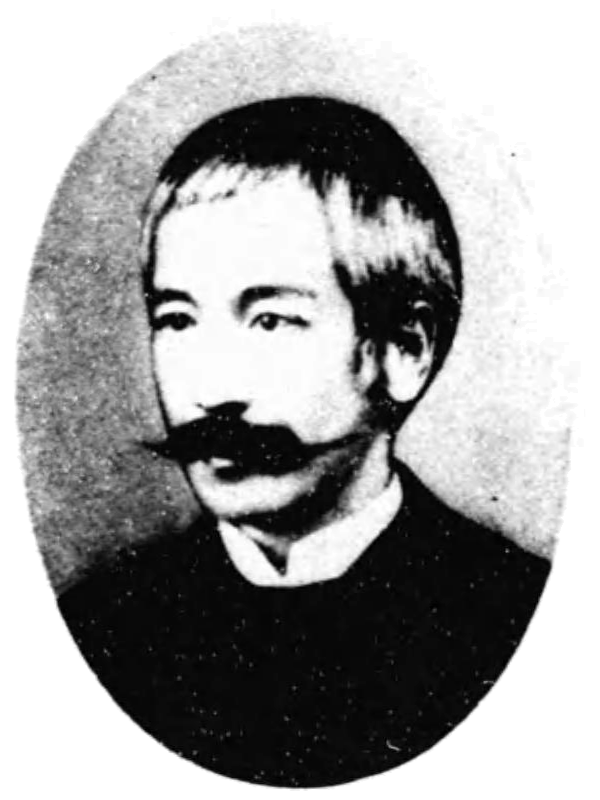
光妙寺三郎

光妙寺 三郎（こうみょうじ さぶろう、弘化4年8月（1847年） - 明治26年（1893年）9月26日）は、日本の外務官・検事・衆議院議員である。旧姓・末松。

## 人物
周防国佐波郡三田尻村（現山口県防府市東三田尻）に浄土真宗本願寺派の惠日山光妙寺の和尚・半雲の三男として生まれた。
1865年、長州藩諸隊の一つ鴻城隊に入隊した。このころは三田、光田姓を名乗った。井上馨の書記役を務めた。1869年に横浜フランス語伝習所に入学し、1871年に長州藩藩費留学生としてフランスとベルギーに留学した。この間、同じくフランス留学した西園寺公望とパリで親友となった。1878年2月、日本人として初めてパリ大学から法学士証書を授与された。この頃から光妙寺姓を名乗るようになった。
1878年に帰国、法制局専務などになった。1880年には前年に外務卿になった井上馨のもとで、外務省少書記官に転任した。その年帰朝した西園寺が東洋自由新聞の社長に就任すると官僚のまま編集社員として加わったが、自由民権的な新聞であったことが問題になった。1881年に権大書記官に昇任。
1882年に外務書記官となってフランス在勤を命じられ、翌年パリに赴任した。1884年帰朝命令を受け、翌1885年3月、外務省を依願免官となった。その後4月より明治法律学校の講師となり、憲法講義を担当。1886年8月より大審院検事となり、1889年7月には逓信省参事官を兼任した。
1890年、山口県第一区から末松三郎名義で第1回衆議院議員総選挙に立候補して当選し、衆議院議員を1期務めた。この間、1891年9月に光妙寺家に復籍した。同年12月、東京郵便電信学校（逓信官吏練習所の前身）の校長に就任。1893年4月、逓信参事官・東京郵便電信学校長を辞職し、弁護士となるが肺結核を患い、同年9月26日に死去。墓所は品川区大井の光福寺。

## 逸話
- 1888年9月30日に帝国大学講義室で行われた第3回五大法律学校連合大討論会で「決闘は文明の華」と唱えて世間の注目を集めた[5]。また、第1回帝国議会でも熱弁をふるい、「東洋のクレマンソー」と称された[6]。
- 柳橋芸者との間に男児があったが、光妙寺の死後西園寺公望に引き取られ、俳優東屋三郎となった。

## 栄典
位階
- 1892年（明治25年）2月22日 - 正五位[7]

勲章等
- 1889年（明治22年）11月29日 - 大日本帝国憲法発布記念章[8]
- 1891年（明治24年）3月30日 - 勲四等瑞宝章[9]

外国勲章佩用允許
- 1884年（明治17年）12月27日 - フランス共和国：レジオンドヌール勲章オフィシエ[10]